# Magurka (Pasmo Jałowieckie)
Magurka – szczyt o wysokości 872 m po wschodniej stronie przełęczy Przysłop w głównym grzbiecie Pasma Jałowieckiego, które w regionalizacji fizycznogeograficznej Polski według Jerzego Kondrackiego zaliczane jest do Beskidu Makowskiego, w nowszej regionalizacji z 2018 roku do Beskidu Żywiecko-Orawskiego, a w najszerszym ujęciu do Beskidu Żywieckiego.
Magurka ma duże znaczenie w geodezji; na jej szczycie jest punkt triangulacyjny. Na zboczach Magurki schodzą się granice czterech miejscowości: Stryszawa, Sucha Beskidzka, Zawoja i Grzechynia. Magurka jest porośnięta lasem, ale od wschodniej i południowej strony wysoko na jej stokach podchodzą pola i zabudowania Grzechyni i należącego do Zawoi przysiółka Przysłop. Dawniej pola tych miejscowości ciągnęły się aż pod sam szczyt Magurki. Obecnie zaprzestano już rolniczego wykorzystywania tych najwyżej położonych i stopniowo zarastają lasem. Również na południowo-wschodnich stokach Magurki wysoko wchodzą pola należącego do Stryszawy osiedla Janiki, a na północnych należącego do Suchej Beskidzkiej osiedla Kubasiaki. Stoki Magurki pocięte są dolinami kilku potoków. Największe z nich to: Grzechynka, Zasepnica, Czerna. Na grzbietach między dolinami tych potoków znajdują się wzniesienia: Skupniówka (649 m), Surzynówka (816 m), Kamienna (744 m). Na przełęczy między Magurką a Surzynówką znajduje się ośrodek wypoczynkowy „Beskidzki Raj”.
Nazwa pochodzi z języka wołoskiego (por. rum. măgura – „wolno stojący masyw górski”).
Na sam szczyt nie prowadzą żadne szlaki turystyczne, jednak poniżej trawesują Magurkę trzy szlaki:
 Zawoja – Sucha Beskidzka,

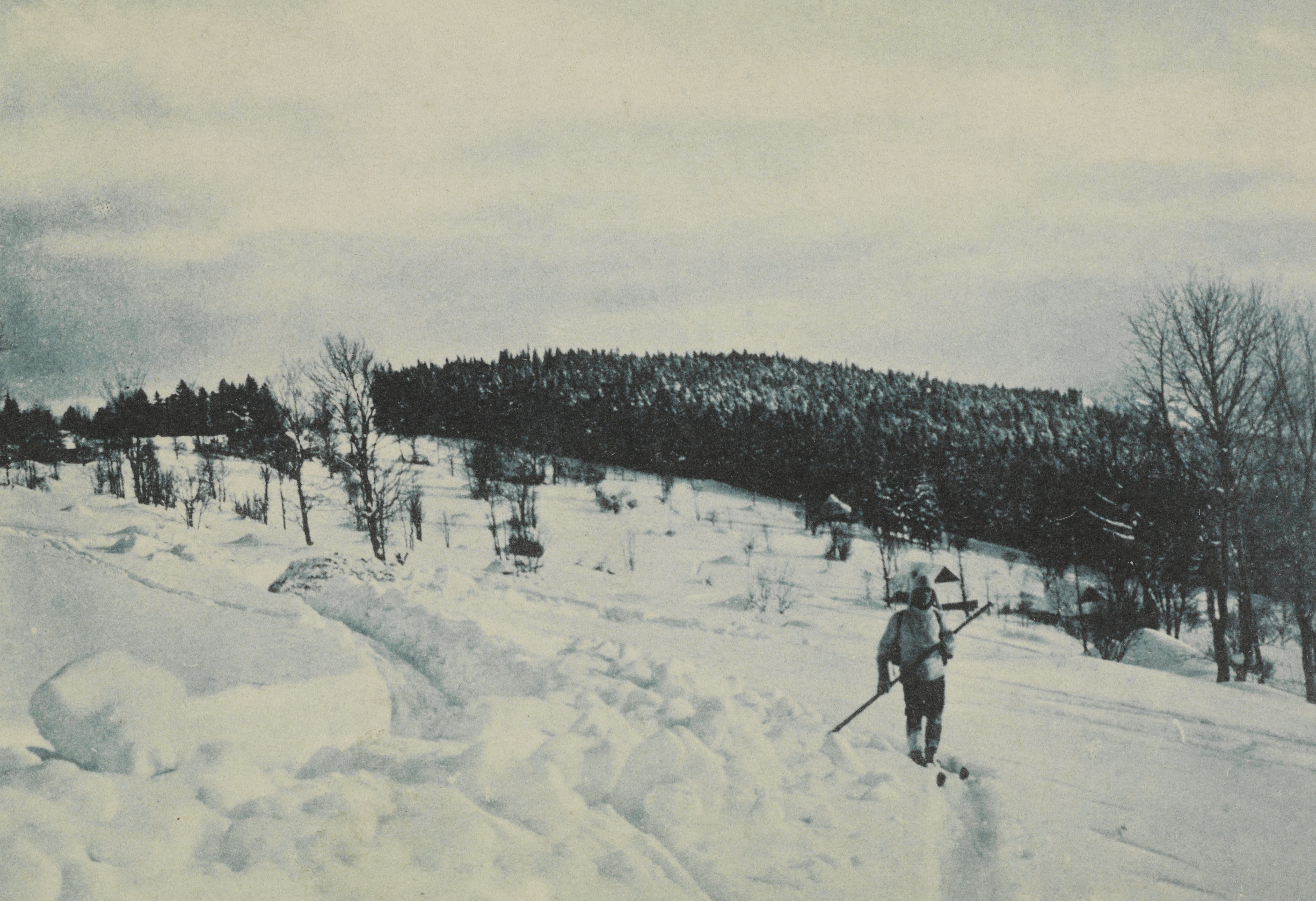
Magurka około 1906–1916

 Przysłop – Stryszawa
 Zawoja – Sucha Beskidzka